# Lekkoatletyka na Letnich Igrzyskach Olimpijskich 1900 – maraton
Bieg maratoński na igrzyskach olimpijskich w 1900 w Paryżu rozegrano 19 lipca. Start i meta znajdowały się na stadionie w Lasku Bulońskim, zaś trasa wiodła ulicami Paryża. Dystans biegu maratońskiego wyniósł 40.260 m. Bieg rozpoczął się o 14.30. Temperatura tego dnia wynosiła ok. 39 °C. Wystartowało 13 lekkoatletów z 5 krajów.

## Rekordy
| Rekord olimpijski | 2:58:50 | Spiridon Luis | Ateny (Grecja) | 10 kwietnia 1896 |

## Finał
| Poz.   | Zawodnik               | Kraj                 | Wynik    | Uwagi |
| ------ | ---------------------- | -------------------- | -------- | ----- |
| złoto  | Michel Théato          | Francja · Luksemburg | 2:59:45  |       |
| srebro | Émile Champion         | Francja              | 3:04:17  |       |
| brąz   | Ernst Fast             | Szwecja              | 3:37:14  |       |
| 4.     | Eugène Besse           | Francja              | 4:00:43  |       |
| 5.     | Arthur Newton          | Stany Zjednoczone    | 4:04:12  |       |
| 6.-7.  | Dick Grant             | Kanada               | nieznany |       |
| 6.-7.  | Ronald MacDonald       | Kanada               | nieznany |       |
| –      | Georges Touquet-Daunis | Francja              | DNF      |       |
| –      | Auguste Marchais       | Francja              | DNF      |       |
| –      | William Saward         | Wielka Brytania      | DNF      |       |
| –      | Ion Pool               | Wielka Brytania      | DNF      |       |
| –      | Frederick Randall      | Wielka Brytania      | DNF      |       |
| –      | Johan Nyström          | Szwecja              | DNF      |       |

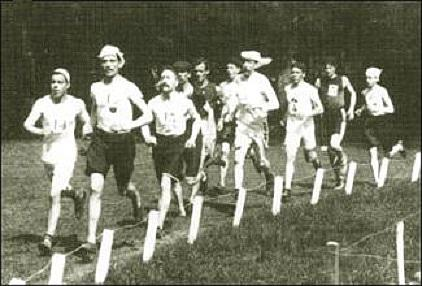
Początkowy etap biegu maratońskiego

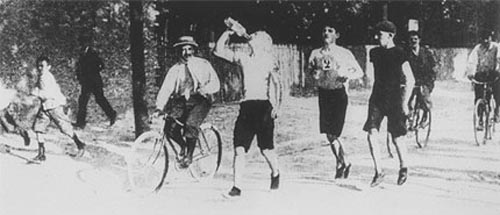
Émile Champion na trasie biegu

Zawodnicy najpierw przebiegli cztery okrążenia po bieżni stadionu wynoszącej 500 m. Przed wybiegnięciem na ulicę wycofał się Johan Nyström, Prowadzenie objął Touquet-Daunis i utrzymał je co najmniej do drugiej połowy biegu. Po jego wycofaniu liderem został Ernst Fast, ale był już mocno wyczerpany. W dodatku pomylił drogę i zanim powrócił na właściwą trasę, został wyprzedzony przez Théato i Championa. Po biegu Arthur Newton, który zajął 5. miejsce, twierdził, że Théato biegł na skróty korzystając ze znajomości ulic paryskich, ale badania historyczne nie potwierdziły tego zarzutu.
Choć Théato był Luksemburczykiem, Międzynarodowy Komitet Olimpijski uważa, że startował w igrzyskach olimpijskich dla Francji i dlatego zdobyty przez niego medal przypisuje Francji.